# Кубок Волинської області з футболу 1992—1993

## Учасники
У цьому розіграші Кубка взяли участь 15 команд:
| Клуби Чемпіонату України серед аматорів: - «Підшипник» (Луцьк) - «Сільмаш» (Ковель) - «Шахта № 9» (Нововолинськ) | Клуби першості області: - «Автомобіліст» (Камінь-Каширський) - «Колійник» (Ковель) - «Колос» (Голоби) - «Колос» (Ківерці) - «Кооператор» (Ратне) - «Кристал» (Володимир-Волинський) - «Луга» (Козлів) - «Оснастка» (Нововолинськ) - «Прип'ять» (Любешів) - «Промінь» (Рожище) - «Світязь» (Любомль) | Клуби першості ФСТ «Колос»: - «Явір» (Цумань) |

## 1/8 фіналу
Матчі 1/8 фіналу відбулися 23 травня 1993 року.
| Команда 1      | Команда 2   | Рахунок |
| -------------- | ----------- | ------- |
| «Автомобіліст» | «Колійник»  | 2:0     |
| «Луга»         | «Оснастка»  | 4:1     |
| «Світязь»      | «Сільмаш»   | 1:4     |
| «Колос» Г.     | «Промінь»   | 0:1     |
| «Кристал»      | «Шахта № 9» | 2:4     |
| «Явір»         | «Колос» К.  | 3:0     |
| «Кооператор»   | «Прип'ять»  | +:−     |

## Чвертьфінали
Матчі 1/4 фіналу відбулися 30 травня 1993 року.
| Команда 1      | Команда 2    | Рахунок        |
| -------------- | ------------ | -------------- |
| «Промінь»      | «Луга»       | 6:3            |
| «Сільмаш»      | «Кооператор» | 4:0            |
| «Шахта № 9»    | «Явір»       | 2:2 (пен. 3:4) |
| «Автомобіліст» | «Підшипник»  | 0:5            |

## Півфінали
Матчі 1/2 фіналу відбулися 6 червня 1993 року.
| Команда 1   | Команда 2 | Рахунок        |
| ----------- | --------- | -------------- |
| «Підшипник» | «Сільмаш» | 3:1            |
| «Явір»      | «Промінь» | 0:0 (пен. 4:3) |

## Фінал
| 22 червня 1993 |

| «Підшипник»          | 1:0 | «Явір»            |
| -------------------- | --- | ----------------- |
| Михальчук Руслан 23' |     | Романець Геннадій |

| Ковель, стадіон «Сільмаш» |

| Володар Кубка Волинської області 1992/93                      |
| ------------------------------------------------------------- |
| «Підшипник» (Луцьк) Десята перемога в Кубку (дев'ята поспіль) |

## Підсумкова таблиця
| Етап       | Команда                            | I | В | Н | П | РМ  | О |
| ---------- | ---------------------------------- | - | - | - | - | --- | - |
| Володар    | «Підшипник» (Луцьк)                | 3 | 3 | 0 | 0 | 9−1 | 6 |
| Фіналіст   | «Явір» (Цумань)                    | 4 | 1 | 2 | 1 | 5−3 | 4 |
| Півфінал   | «Промінь» (Рожище)                 | 3 | 2 | 1 | 0 | 7−3 | 5 |
| Півфінал   | «Сільмаш» Ковель                   | 3 | 2 | 0 | 1 | 9−4 | 4 |
| 1/4 фіналу | «Шахта №9» (Нововолинськ)          | 2 | 1 | 1 | 0 | 6−4 | 3 |
| 1/4 фіналу | «Луга» (Козлів)                    | 2 | 1 | 0 | 1 | 7−7 | 2 |
| 1/4 фіналу | «Автомобіліст» (Камінь-Каширський) | 2 | 1 | 0 | 1 | 2−5 | 2 |
| 1/4 фіналу | «Кооператор» (Ратне)               | 2 | 1 | 0 | 1 | 0−4 | 2 |
| 1/8 фіналу | «Колос» (Голоби)                   | 1 | 0 | 0 | 1 | 0−1 | 0 |
| 1/8 фіналу | «Кристал» (Володимир-Волинський)   | 1 | 0 | 0 | 1 | 2−4 | 0 |
| 1/8 фіналу | «Колійник» (Ковель)                | 1 | 0 | 0 | 1 | 0−2 | 0 |
| 1/8 фіналу | «Луга» (Козлів)                    | 1 | 0 | 0 | 1 | 1−4 | 0 |
| 1/8 фіналу | «Світязь» (Любомль)                | 1 | 0 | 0 | 1 | 1−4 | 0 |
| 1/8 фіналу | «Колос» (Ківерці)                  | 1 | 0 | 0 | 1 | 0−3 | 0 |
| 1/8 фіналу | «Прип'ять» (Любешів)               | 1 | 0 | 0 | 1 | 0−0 | 0 |